# Valentí Serra de Manresa
Fra Valentí Serra de Manresa, nato Valentí Serra i Fornell (Manresa, 1959), è un frate cappuccino spagnolo.

## Biografia

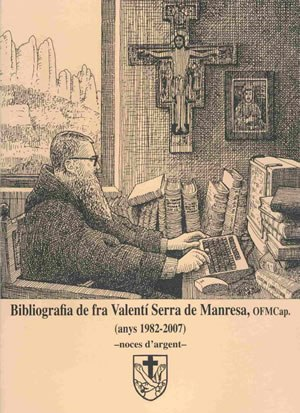
Foglio del titolo della Bibliografia di Fra Valentí Serra de Manresa

Nato in una famiglia catalana tradizionale di contadini, entrò nei cappuccini nell'anno 1980 e professò la Regola di San Francesco il 30 ottobre 1982. Finita la formazione iniziale ricevette l'ordinazione sacerdotale il 31 maggio 1987 nel convento dei cappuccini di Arenys de Mar. Poi andò al convento dei Cappuccini di Sarrià. Si laureò in Storia all'Università di Barcellona nel 1995.
Collaboratore scientifico della Facoltà di Teologia della Catalogna (2007), egli appartiene inoltre al Chiostro di Dottori della Università di Barcellona (1997). Da 1987 è l'archivista provinciale dei cappuccini e direttore della Biblioteca Hispano-Cappuccina. Corresponsabile a Barcellona della Revue d'Histoire Ecclésiastique (Università Cattolica di Lovanio) e membro del consiglio di redazione della rivista Analecta Sacra Tarraconensia (Balmesiana). Fu anche redattore da 1991 fino a 2013 della rivista di critica bibliografica Índice Histórico Español (Indice Storico Spagnolo), fondata nel anno 1953 da Jaume Vicens Vives e pubblicata dal "Centro de Estudios Históricos Internacionales" (Centro di Studi Storici Internazionali). Collabora regolarmente col settimanale Catalunya Cristiana. Egli ha anche la sezione L'hortet del frare (il piccolo orto del frate) nel supplemento agrario del Diari de Girona e la sezione Cuina de convent (Cucina di convento) nel giornale El Jardí de Sant Gervasi i Sarrià.	Dal 2017 trasmette il programma Remeis de l'Ermità (Rimedi dell'eremita) sull'emittente radiofonica Fes ta Festa.

## Lavoro di ricerca
Ha ricercato con metodologia critica la storia istituzionale dei frati minori cappuccini della Catalogna dall'inizio della dinastia borbonica (1700) fino all'inizio della Guerra civile spagnola (1936); quella delle clarisse cappuccine dalla sua fondazione in Catalogna (1599) fino al finale della Guerra civile spagnola (1939). Egli ha anche ricercato l'evoluzione dei laici francescani vincolati ai cappuccini nel periodo contemporaneo (1883-1957) e la storia missionaria dei cappuccini catalani in oltremare (1680-1989). Queste investigazioni occupano nove volumi della Colectánea San Paciano, che pubblica la Facoltà di Teologia della Catalogna. Attualmente esegue ricerche sull'apporto dei cappuccini catalani alla tradizione popolare e religiosa della Catalogna: le rappresentazioni della nascita di Gesù e le devozioni popolari; la cucina conventuale e l'erbe medicinales; l'orticoltura e il giardinaggio dei frati.
Il resto delle sue opere, le collaborazioni in opere collettive, prologhi, articoli scientifici e di divulgazione e anche partecipazione a congressi fra il 1982 e il 2007 sonno raccolti nella Bibliografia de fra Valentí Serra de Manresa, OFMCap. (anys 1982-2007). Noces d'argent (CA)  (Bibliografia di fra Valentí Serra de Manresa, OFMCap. (anni 1982-2007). Nozze d'argento), Dr. Joan Ferrer i Costa e Núria Ferret i Canale O.Virg. (Barcellona 2007).

## Pubblicazioni principali
- Els caputxins de Catalunya, de l'adveniment borbònic a la invasió napoleònica: vida quotidiana i institucional, actituds, mentalitat, cultura (1700-1814), Barcellona, 1996. (CA)
- Els framenors caputxins a la Catalunya del segle XIX. Represa conventual, exclaustracions i restauració (1814-1900), Barcellona, 1998. (CA)
- La Província de framenors caputxins de Catalunya: de la restauració provincial a l'esclat de la guerra civil (1900-1936), Barcellona, 2000. (CA)
- Les clarisses-caputxines a Catalunya i Mallorca: de la fundació a la guerra civil (1599-1939), Barcellona, 2002. (CA)
- El Terç Orde dels Caputxins. Aportacions del laïcat franciscà a la història contemporània de Catalunya (1883-1957), Barcellona, 2004. (CA)
- Tres segles de vida missionera: la projecció pastoral "ad gentes" dels framenors caputxins de Catalunya (1680-1989), Barcellona, 2006. (CA)
- El cardenal Vives i l'Església del seu temps, Museu-Arxiu Vives i Tutó, Sant Andreu de Llavaneres, 2007. (CA)
- Aportació dels framenors caputxins a la cultura catalana: des de la fundació a la guerra civil (1578-1936), Barcellona, Facoltà di Teologia della Catalogna, 2008 (Col·lectània Sant Pacià, 92). (CA)
- Els caputxins i el pessebre, Barcellona, El Bou i la Mula, 2009. (CA)
- Cuina caputxina. Les pitances dels frares, Barcellona, Ed. Mediterrània, 2010. 2 edizioni. (CA)
- Pompeia. Orígens històrics d'un projecte agosarat, Barcellona, Ed. Mediterrània, 2010. (CA)
- El caputxí Joaquim M. de Llavaneres (1852-1923). Semblança biogràfica i projecció internacional, Sant Andreu de Llavaneres, Museu-Arxiu Vives i Tutó, 2011. (CA)
- Els caputxins i les herbes remeieres, Barcellona, Ed. Mediterrània 2011. 5 edizioni. (CA)
- La predicació dels framenors caputxins: des de l'arribada a Catalunya al concili Vaticà II (1578-1965), Barcellona, Facoltà di Teologia dell Catalogna, 2012 (Col·lectània Sant Pacià, 100). (CA)
- Pócimas de capuchino. Hierbas y recetas conventuales, Barcellona, Editorial Mediterrània, 2013.(ES)
- Hortalisses i flors remeieres. Les herbes santes dels caputxins, Barcellona, Editorial Mediterrània, 2014. 2 edizioni. (CA)
- Els frares caputxins de Catalunya: de la Segona República a la postguerra (1931-1942), Barcellona, Facoltà di Teologia della Catalogna, 2014. (CA)
- La parròquia de Sant Joan de la Creu. L'acció pastoral dels caputxins al barri  del Peu del Funicular de Vallvidrera (Barcelona, 1950-2015). Fotografie di Joan Devesa. Prologo di Conrad J. Martí. Barcellona, Editorial Mediterrània, 2015.
- Cocinar en tiempos de crisis. Recetas frailunas y guisados populares. (Collezione l'Eremita, 1), Barcellona, Edicions Morera, 2015. (ES)
- Cuinar en temps de crisi. Receptes de frare i guisats populars. (Col·lecció l'Eremita, 1), Barcellona, Edicions Morera, 2015.(CA)
- La huerta de San Francisco. Horticultura y floricultura capuchina, Barcellona, Editorial Mediterrània. 2016.(ES)
- Tornar als remeis de sempre.  Pocions, ungüents i herbes medicinals. (Col·lecció l’Ermità, 4), Barcelona. Edicions Morera, 2017. 4 edizioni. (CA)
- El huerto medicinal. Sabiduría capuchina de la A a la Z. Barcelona: Editorial Mediterrània. 2018 (ES)
- Catazònia. Els caputxins catalans a l'Amazònia. Barcelona: Museu de Cultures. 2018. (CA)
- El llibre de la mel. Apicultura popular i plantes mel·liferes (Col·lecció L'Ermità 7). Edicions Morera, Barcelona 2019. (CA)
- Cuina pairal i conventual. (Col. Rebost i Cuina, 20). Farell editors. 2019. (CA)
- El nostre pessebre. Tradició, història i simbolisme. Barcelona. Edicions Mediterrània. 2019. (CA)
- Liturgia cartujana (Fr. Josep Oriol de Barcelona i Fr. Valentí Serra de Manresa, coautors) (Cuadernos Phase, 256). Barcelona. Centre de Pastoral Litúrgica. 2020. (ES)
- Entrem dins del pessebre. Un petit univers a les teves mans (Col·lecció L’Ermità, 11). Edicions Morera. Barcelona. 2022.(CA)
- Viatge a Terra Santa (1930) pel R. P. Marc de Castellví, caputxí. Jordi Vidal, editor. Introducció de Fra Valentí Serra de Manresa (Documents, 123). Bellaterra. Universitat Autònoma de Barcelona. 2022.(CA)
- La volta al món del caputxí Joaquim Maria de Llavaneres (1852-1923). Sant Andreu de Llavaneres. Museu-Arxiu Vives i Tutó. 2023.(CA)
- Passió per la Setmana Santa. Festes i tradicions  (Col·lecció  L’Ermità, 13). Edicions Morera. Barcelona. 2023.(CA)
- Quatre segles de vida caputxina, 1578-1968. Barcelona: Eds. Morera 2024.(CA)
- Missa et mensa. Saboroses pitances i altres secrets de la cuina de convent. Barcelona: Albada Edicions. 2025.(CA)

In preparazione
- Cuina vegetariana popular. (Col·lecció l’Ermità). Barcelona: Eds Morera.(CA)
- La Botica del Ermitaño. Diccionario de plantas medicinales. Edicions Morera. Barcelona. (ES)